# Transformer
Transformer és el segon àlbum d'estudi de Lou Reed, llançat el 1972, editat el novembre de 1972.

## Cançons
Cara A:
| Núm. | Títol                   | Lletra   | Música   | Durada |
| ---- | ----------------------- | -------- | -------- | ------ |
| 1.   | «Vicious»               | Lou Reed | Lou Reed | 2:55   |
| 2.   | «Andy's Chest»          | Lou Reed | Lou Reed | 3:17   |
| 3.   | «Perfect Day»           | Lou Reed | Lou Reed | 3:43   |
| 4.   | «Hangin' 'Round»        | Lou Reed | Lou Reed | 3:39   |
| 5.   | «Walk on the Wild Side» | Lou Reed | Lou Reed | 4:12   |

Cara B:
| Núm. | Títol                             | Lletra   | Música   | Durada |
| ---- | --------------------------------- | -------- | -------- | ------ |
| 1.   | «Make Up»                         | Lou Reed | Lou Reed | 2:58   |
| 2.   | «Satellite of Love»               | Lou Reed | Lou Reed | 3:40   |
| 3.   | «Wagon Wheel»                     | Lou Reed | Lou Reed | 3:19   |
| 4.   | «New York Telephone Conversation» | Lou Reed | Lou Reed | 1:31   |
| 5.   | «I'm So Free»                     | Lou Reed | Lou Reed | 3:07   |
| 6.   | «Goodnight Ladies»                | Lou Reed | Lou Reed | 4:19   |

### Edició del 30è aniversari - Bonus
| Núm. | Títol                            | Lletra   | Música   | Durada |
| ---- | -------------------------------- | -------- | -------- | ------ |
| 1.   | «Hangin' 'Round [Acoustic demo]» | Lou Reed | Lou Reed | 3:58   |
| 2.   | «Perfect Day [Acoustic demo]»    | Lou Reed | Lou Reed | 4:50   |

## Crèdits
- Lou Reed - guitarra, veu
- Herbie Flowers - baix, baix doble, tuba a "Goodnight Ladies" i "Make Up"
- Mick Ronson – guitarra solista, piano, flauta dolça, cors, arranjaments de corda
- John Halsey – bateria

### Crèdits addicionals
- Ronnie Ross – saxòfon baríton a "Goodnight Ladies" i "Walk on the Wild Side"
- The Thunder Thighs – cors
- Barry DeSouza – bateria
- Ritchie Dharma – bateria
- Klaus Voormann – baix

### Producció
- David Bowie – producció, cors
- Mick Ronson - producció
- Ken Scott – enginyeria